# Chiesa di Nostra Signora dell'Annunciazione (Jersey)

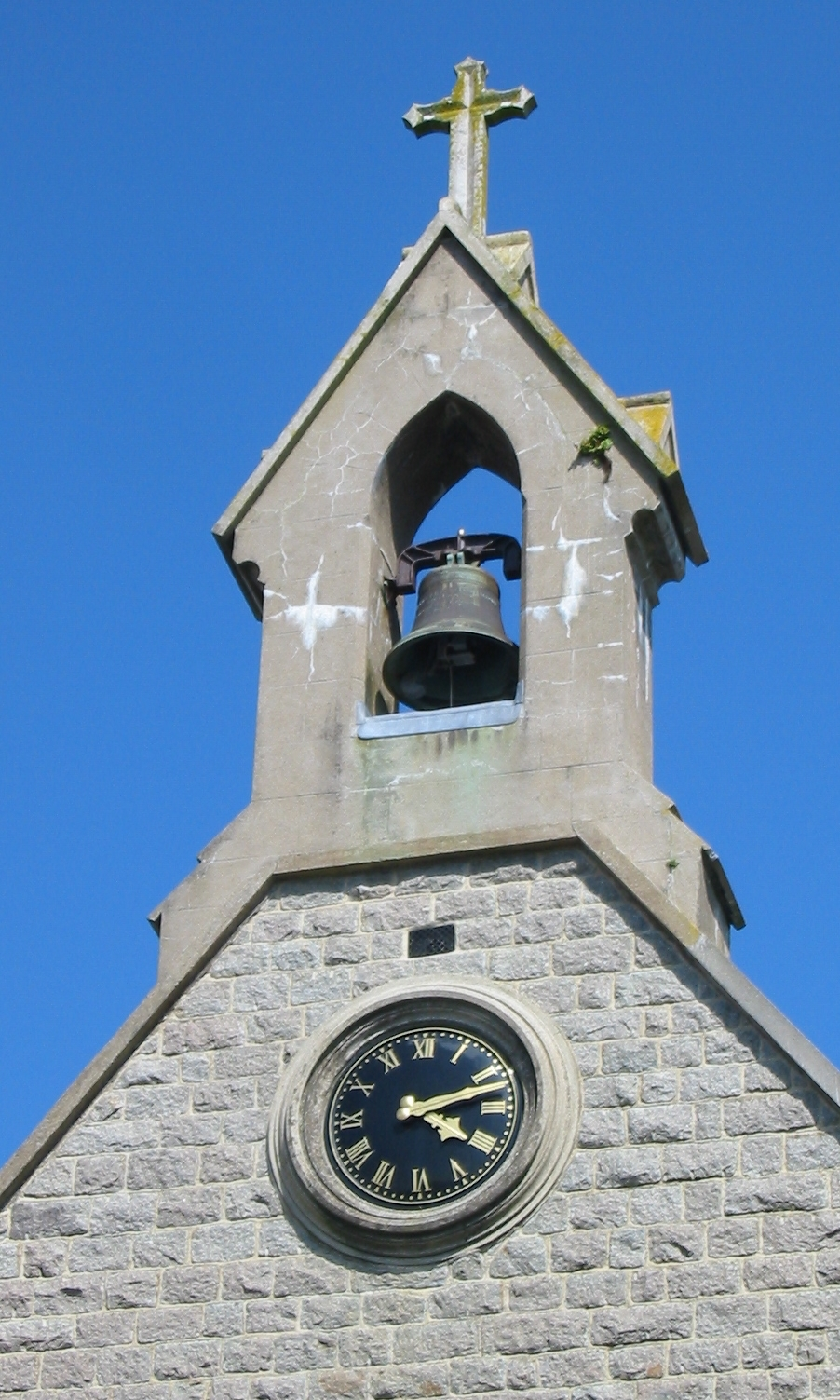
Veduta del campanile

La chiesa di Nostra Signora dell'Annunciazione, formalmente "Chiesa di Nostra Signora dell'Annunciazione e dei Martiri del Giappone", è il nome dato ad un edificio religioso appartenente alla Chiesa cattolica e si trova nella parrocchia di Saint Martin sull'isola di Jersey, una dipendenza della Corona britannica, parte delle Isole del Canale.

## Diocesi di Portsmouth
La chiesa segue il rito romano o latino ed è sotto l'amministrazione della diocesi di Portsmouth (Dioecesis Portus Magni) nel Regno Unito. Oltre alle funzioni religiose in inglese, vengono offerte anche messe in polacco, data la presenza di membri di quella comunità linguistica nel territorio.
L'edificio attuale fu completato nel 1863. Viene utilizzato il nome dei Martiri del Giappone poiché la chiesa è stata benedetta nel giorno della festa a loro dedicata. Per tutelarla e in vista della sua importanza storica, nel 2007 è stato inserito nell'elenco dei siti di particolare interesse del Jersey. Nel 2008 è stato aggiunto un nuovo portico.